# Dornes
Dornes ist eine französische Gemeinde mit 1.458 Einwohnern (Stand 1. Januar 2022) im Département Nièvre in der Region Bourgogne-Franche-Comté. Sie gehört zum Arrondissement Nevers und zum Kanton Saint-Pierre-le-Moûtier.

## Geographie
Die Gemeinde liegt im Gebiet zwischen der Loire im Nordosten und ihrem linken Nebenfluss Allier im Südwesten, 13 Kilometer nördlich von Moulins und rund 30 Kilometer südöstlich von Nevers, an der Grenze zum Département Allier in der Region Auvergne-Rhône-Alpes. In Dornes liegt die Quelle des Flüsschens Dornette, das in nördlicher Richtung über Abron und Acolin zur Loire entwässert. Nachbargemeinden sind Saint-Parize-en-Viry im Nordosten, Toury-Lurcy im Osten, Saint-Ennemond im Südosten, Aurouër im Südwesten, Toury-sur-Jour im Westen und Neuville-lès-Decize im Nordwesten.

## Bevölkerungsentwicklung
| Jahr                       | 1962 | 1968 | 1975 | 1982 | 1990 | 1999 | 2008 | 2020 |
| Einwohner                  | 1388 | 1360 | 1295 | 1257 | 1257 | 1219 | 1323 | 1473 |
| Quellen: Cassini und INSEE |      |      |      |      |      |      |      |      |

## Sehenswürdigkeiten

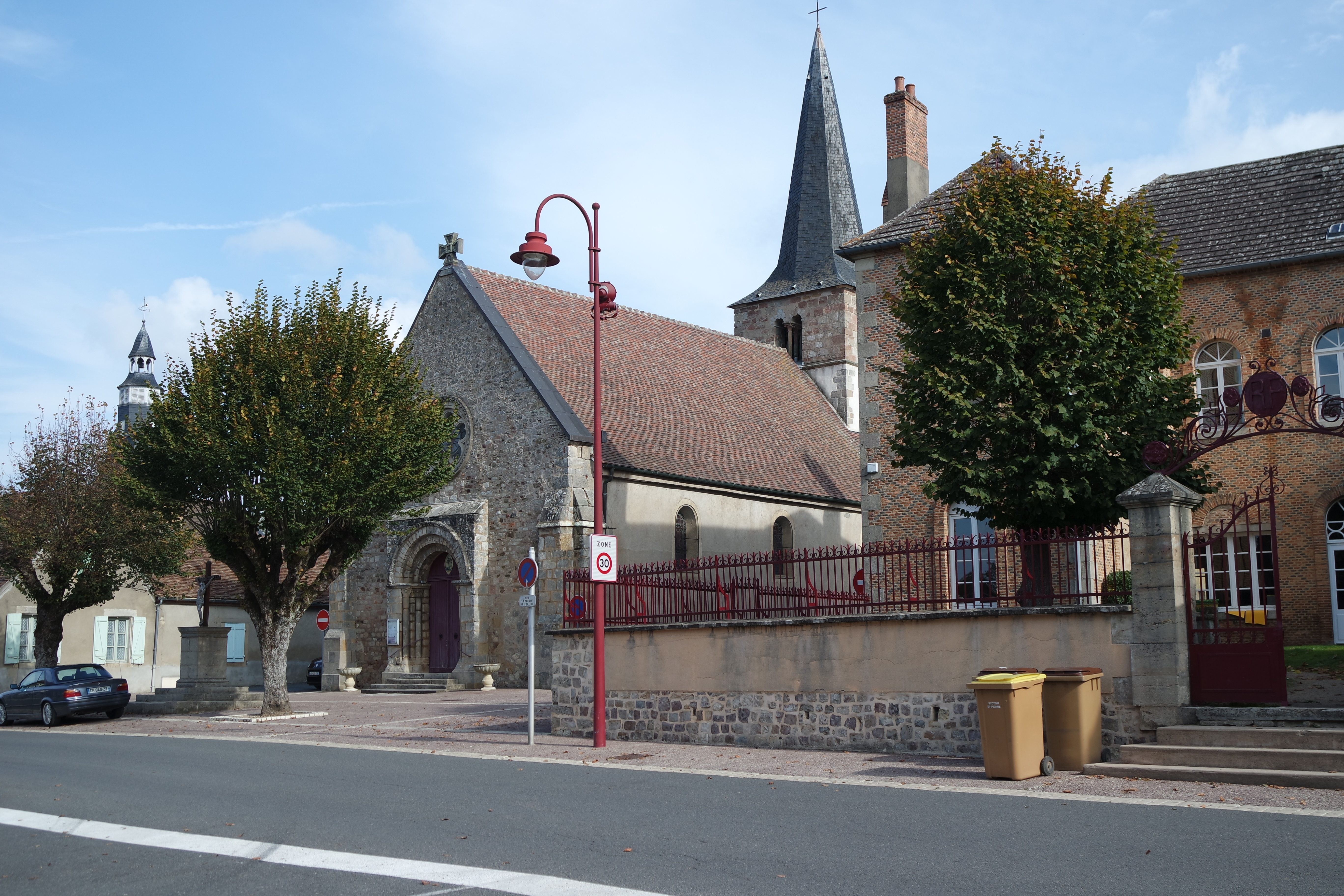
Kirche Saint-Julien
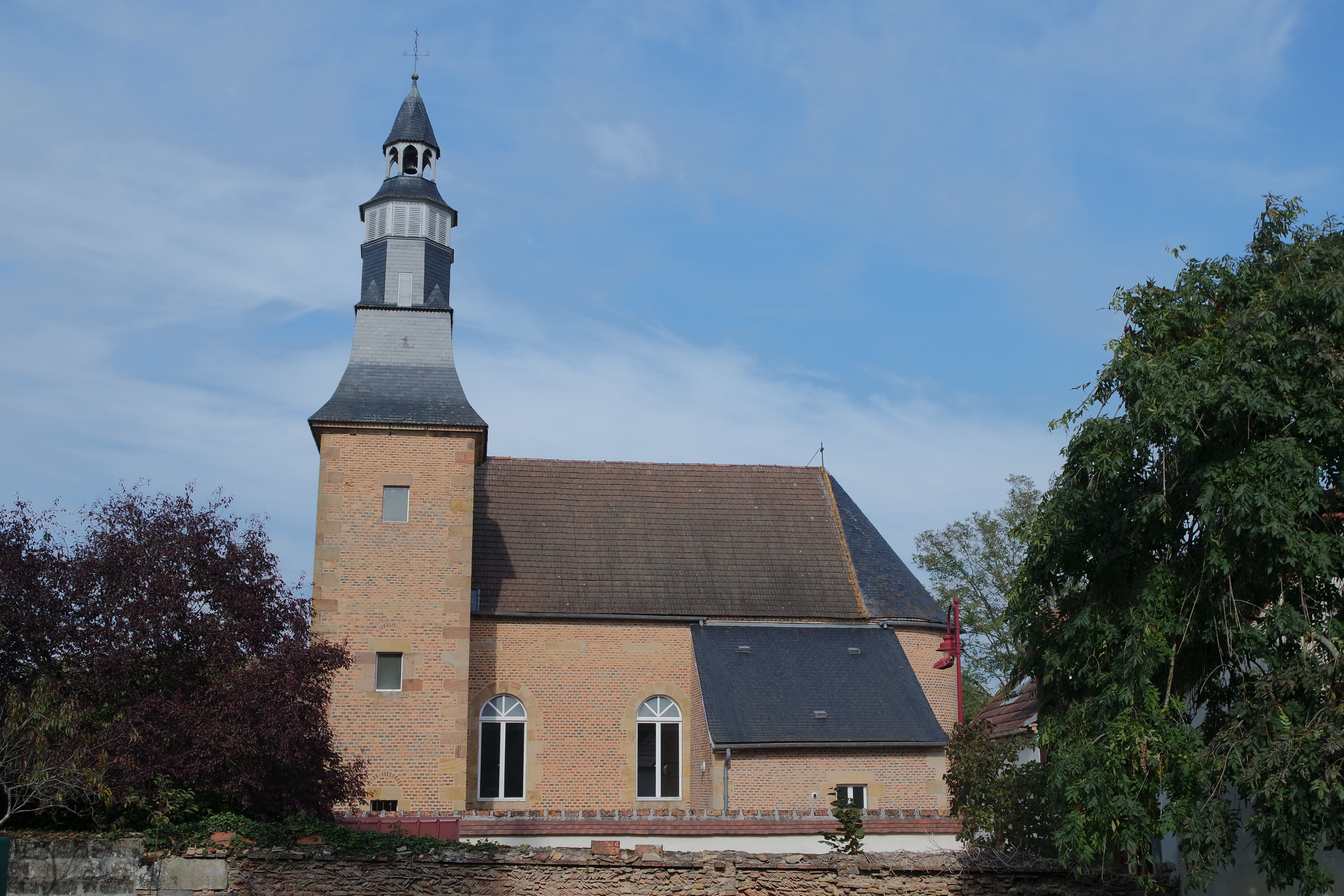
Schloss Dornes
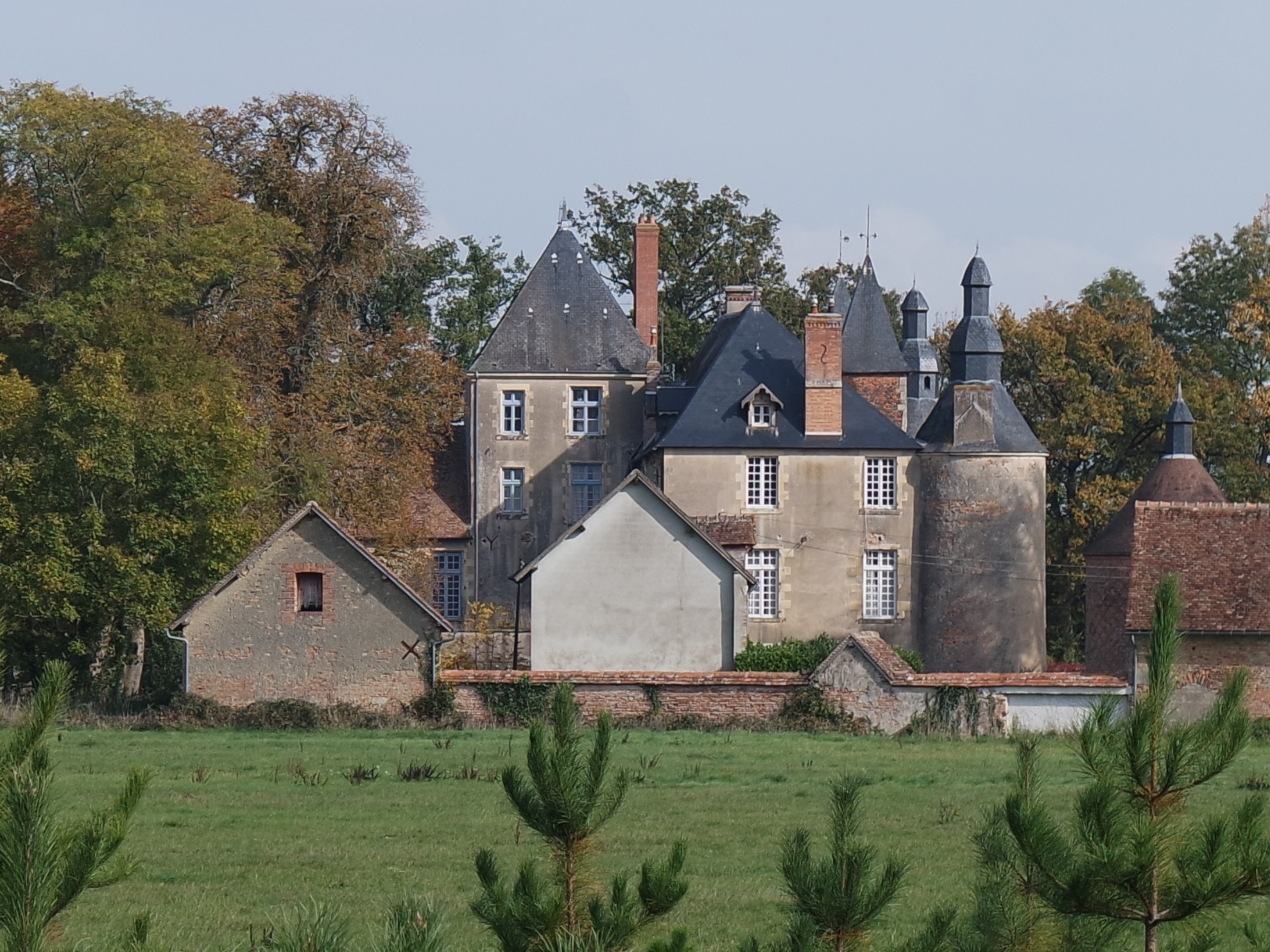
Schloss im Ortsteil Les Veslins

- Kirche Saint-Julien
- Ehemalige Kapelle Bon Pasteur
- Schloss

## Gemeindepartnerschaft
- Ettringen, Deutschland